# Loi de réciprocité de Weil
En mathématiques, la loi de réciprocité de Weil est un résultat d'André Weil valable dans le corps de fonctions K(C) d' une courbe algébrique C sur un corps algébriquement clos K. Étant donné les fonctions f et g dans K(C), c'est-à-dire les fonctions rationnelles sur C, alors
f((g)) = g((f))
où (h) est le diviseur de la fonction h, ou en d'autres termes la somme formelle de ses zéros et pôles comptés avec multiplicité. Une fonction appliquée à une somme formelle dénote le produit avec multiplicités des valeurs de la fonction aux points du diviseur. Avec cette définition, il doit y avoir la condition secondaire que les diviseurs de f et g ont un support disjoint (qui peut être supprimé).
Dans le cas de la droite projective, cela peut être prouvé par des manipulations avec la résultante de polynômes.
Pour supprimer la condition de support disjoint, on définit pour chaque point P sur C un symbole local
(f, g)P,
de telle sorte que l'énoncé donné équivaut à dire que le produit sur tout P des symboles locaux est 1.
Serge Lang en fait une généralisation aux variétés abéliennes (Lang, Abelian Varieties).